# James B. Donovan
James Britt Donovan (29 de febrer de 1916 – 19 de gener de 1970) era un advocat americà, oficial de Marina dels Estats Units, i negociador polític.
Donovan és àmpliament conegut per negociar el 1962 l'intercanvi de l'americà capturat després de l'incident de l'U-2 el pilot Francis Gary Powers per l'espia rus Rudolf Abel, i per negociar el 1962 l'alliberament i el retorn de 1.163 presoners retinguts per Cuba després de la fallada de la Invasió de Bahía de Cochinos.
Donovan apareix representat per Tom Hanks a la pel·lícula del 2015 El pont dels espies de Steven Spielberg.

## Vida i carrera professional
James Britt Donovan va néixer el 29 de febrer de 1916, al Bronx. Era el fill d'Harriet (O'Connor), una professora de piano, i John J. Donovan, un cirurgià. El seu germà era senador de l'estat de Nova York John J. Donovan, Jr. Les dues branques de la família eren d'ascendència irlandesa.
Va assistir a l'escola catòlica All Hallows High School. El 1933 va començar els seus estudis a la Universitat de Fordham, on va completar estudis de grau mitjà d'Arts en anglès el 1937. Ell volia ser periodista, però el seu pare li va convèncer per estudiar Dret a la Harvard Law School, a partir de la tardor de 1937, i va completar la seva llicenciatura en Dret el 1940.
A continuació, va començar a treballar al despatx d'un advocat. El 1942 va ser nomenat Conseller General Associat de l'Oficina d'Investigació Científica i Desenvolupament. De 1943 a 1945 va ser director jurídic de l'Oficina de Serveis Estratègics. El 1945 es va convertir en assistent del jutge Robert H. Jackson en els judicis de Nuremberg a Alemanya. Mentre es preparava per als judicis també treballava com a assessor per al documental El Pla Nazi. Donovan va ser el presentador de les proves visuals en el judici.
El 1950 Donovan es va convertir en soci del bufet d'advocats de Nova York Watters i Donovan. El 1957 va defensar l'espia soviètic Rudolf Abel, després que molts altres advocats es van negar. Donovan va perdre el judici, però va ser de nou davant el tribunal per argumentar en contra d'una possible sentència de mort i va guanyar. Després va portar a l'apel·lació d'Abel fins a la Cort Suprema, on Donovan va argumentar sense èxit (per 5-4 vots) que les proves utilitzades en contra del seu client havia estat confiscades per l'FBI en violació de la Quarta Esmena. El president del Tribunal Suprem dels Estats Units, Earl Warren ho va elogiar i va expressar la "gratitud de tota la cort" per la seva forma de portar el cas. De 1961 a 1963, Donovan va ser vicepresident de la Junta d'Educació de Nova York, i des de 1963 fins a 1965 va ser president.
El 1962 Donovan -qui va liderar la negociació- i l'empleat de la CIA Milan C. Miskovsky van negociar amb mediadors soviètics l'alliberament del pilot nord-americà capturat Francis Gary Powers. Donovan va negociar amb èxit per a l'intercanvi de Powers per, l'encara empresonat, Rudolf Abel, a qui Donovan havia defensat cinc anys abans.
La història del judici d'Abel i la defensa, seguida de la negociació tensa i l'emocionant intercanvi de presoners en l'apogeu de la Guerra Freda, va ser la base per al llibre Strangers on a Bridge, escrit per Donovan i el negre Bard Lindeman. La seguirien diverses obres similars, però aquesta, publicada originalment el 1964, va ser l'obra definitiva i àmpliament aclamada per la crítica. El llibre, en última instància es va convertir en l'impuls per a la pel·lícula de Spielberg, protagonitzada per Tom Hanks, El pont dels espies. Basada en l'èxit de la pel·lícula, el llibre ha guanyat una popularitat renovada i ha estat reeditat per Simon & Schuster l'agost 2015.
El juny de 1962, Donovan va ser contactat per l'exili cubà Pérez Cisneros, qui li va demanar que donés suport a les negociacions per alliberar els 1.163 presoners de la fracassada invasió de Bahía de Cochinos. Donovan va oferir un servei jurídic pro bono per al Comitè de famílies cubanes dels presos.
Uns quants mesos més tard va viatjar a Cuba per primer cop. Les Relacions entre Cuba i els Estats Units d'Amèrica eren extremadament tenses després de l'intent d'invasió. Quan Fidel Castro va conèixer Donovan per primer cop, va parlar molt poc. Donovan va mirar de crear confiança. Castro també va elogiar Donovan per portar el seu fill a Cuba.
El 21 de desembre de 1962, Castro i Donovan van signar un acord per intercanviar tots 1.163 presoners per 53$ milions en aliments i medicines, aportats per donacions privades i empreses que esperen compensacions fiscals. Donovan va tenir la idea d'intercanviar els presoners per medicines després que va descobrir que la medicina cubana no l'havia pogut ajudar amb la seva pròpia bursitis.
Per la seva feina, Donovan va rebre la Medalla d'Intel·ligència Distingida. El 1962, fou candidat Demòcrata al Senat dels Estats Units per Nova York, però va perdre davant Jacob K. Javits.
El 1964 Donovan va publicar els seus primers llibres Strangers on a Bridge, The Case of Colonel Abel, va seguir el 1967 amb seu segon llibre, Challenges: Reflections of a Lawyer-at-Large.
En els seus anys finals, Donovan va ser President del Pratt Institut. Va morir d'un atac de cor el 19 de gener de 1970 a l'Hospital Metodista de Nova York.
Donovan va estar casat amb Mary E. Mckenna des de 1941. Varen tenir un fill i tres filles.

## Obres pròpies
- Donovan, James B. Strangers on a Bridge, The Case of Colonel Abel, 1964. ISBN 978-1-299-06377-8.
- Donovan, James B. Challenges: Reflections of a Lawyer-at-Large, 1967. (amb pròleg d'Erwin Griswold)